# Rie Matsumoto
Rie Matsumoto (五十嵐 卓哉 Matsumoto Rie?) es un directora de anime japonesa. Es principalmente conocida por su trabajo en las series de la franquicia Pretty Cure, así como por haber dirigido las diferentes versiones de Kyōsōgiga y la primera temporada de Kekkai Sensen.

## Biografía

### Inicios en Toei Animation
Matsumoto nació en 1985. Decidió dedicarse a la animación durante la secundaria, después de haber quedado profundamente impactada por la película Digimon Adventure: Bokura no War Game!, dirigida por Mamoru Hosoda. En ese momento, suspendió los exámenes de ingreso a la universidad de medicina y se unió al programa de formación interna del estudio Toei Animation. Finalmente, fue contratada por Toei en 2005, cuando el propio Hosoda también trabajaba allí.
Comenzó su carrera participando en los guiones gráficos y como asistente de dirección en varias series de Pretty Cure a partir de 2006. En 2010, con solo 25 años, dirigió la película derivada de HeartCatch PreCure! titulada Heartcatch Precure! Movie: Hana no Miyako de Fashion Show... desu ka!?, su primer trabajo como directora y el primer filme de la franquicia dirigido por una mujer.

### Éxito temprano
Matsumoto ganó popularidad rápidamente al convertirse en una de las directoras más jóvenes de la industria de la animación japonesa, especialmente en un entorno dominado por hombres. Para trabajar de forma anónima fuera de Toei, utilizó el seudónimo masculino Shōji Matsumoto (松本 正二 Matsumoto Shōji?), en producciones como Kimi ni Todoke y Sword Art Online.
En 2011 y 2012, dirigió los ONAs de Kyōsōgiga, su primera creación original, desarrollada en colaboración entre Toei Animation y Banpresto. Estas animaciones en línea fueron muy bien recibidas por la crítica, con más de un millón de visualizaciones en pocos meses, y eventualmente dieron origen a una serie televisiva que también dirigió en 2013.
Después de Kyōsōgiga, Matsumoto dejó Toei Animation. En 2015, dirigió para el estudio Bones la primera temporada de Kekkai Sensen, adaptación del manga de Yasuhiro Nightow, por la que recibió nuevamente elogios. Su versión incluyó arcos narrativos originales, que el propio autor incorporó después en la continuación del manga. Sin embargo, no dirigió la segunda temporada en 2017, que estuvo a cargo de Shigehito Takayanagi, aunque producida también por Bones.

### Retiro parcial y dirección de videoclips
Desde 2017, Matsumoto no ha trabajado públicamente en películas o series animadas, aunque dirigió la animación de cierre de la segunda temporada de Kekkai Sensen. Se especula que en 2018 participó bajo seudónimo en el guion gráfico de un episodio de My Hero Academia, ya que el nombre acreditado (松本 理) es muy similar al suyo (松本 理恵). Según algunos analistas, desde 2018 estaría desarrollando un proyecto original, posiblemente con el animador Yūki Hayashi, con quien trabajó en Toei, y el productor Genki Kawamura de Tōhō, quien la llevó a Kekkai Sensen.
Desde 2018, Matsumoto solo ha trabajado públicamente en dos videos musicales, a saber, «Baby I Love You Daze», un video promocional de la marca Lotte, y «Gotcha!», un video musical oficial de la franquicia Pokémon, ambos con canciones de la banda Bump of Chicken.

## Estilo e influencias
Matsumoto es considerada una directora altamente expresiva y creativa, destacando visualmente incluso siendo joven. Su estilo se caracteriza por la puesta en escena de planos a gran escala, muy cargados de personajes así como de detalles simbólicos o decorativos y utilizando regularmente secuencias de cámara de ojo de pez o subjetivas. Kyōsōgiga en particular se destacó por su encuadre iconoclasta, explotando el efecto letterbox en la puesta en escena o integrando escenas en blanco y negro dibujando páginas de manga que aparecen dentro de una serie animada. Su trabajo para la franquicia Precure es visto como episodios o películas más absurdos o incluso postmodernos que el resto de la franquicia.
Desde joven ha sido fan de los cuentos de hadas y del folclore de terror japonés, especialmente las obras de Kunio Yanagita, inspirándose en el simbolismo de los monstruos que aparecen en esos relatos.

## Trabajos

### Anime

#### Series de televisión
Destaca papeles con funciones de dirección de series.
| Año  | Título                         | Director(es)                        | Estudio           | Funciones | Refs.  |
| ---- | ------------------------------ | ----------------------------------- | ----------------- | --- | ------ |
| 2005 | Futari wa Precure: Max Heart   | Daisuke Nishio                      | Toei Animation    | Directora de episodios asistente (#24, 28, 37, 41)                                                                      | [ 21 ] |
| 2006 | Futari wa Precure: Splash☆Star | Toshiaki Komura                     | Toei Animation    | Directora de episodios asistente (18 episodios)                                                                         | [ 22 ] |
| 2007 | Yes! Precure 5                 | Toshiaki Komura                     | Toei Animation    | Directora de episodios (#14, 24) Directora de episodios asistente (#1, 4-6, 9, 11, 18, 21, 26)                          | [ 23 ] |
| 2008 | Yes! Precure 5 GoGo!           | Toshiaki Komura                     | Toei Animation    | Directora de episodios (#2, 10, 17, 23, 30, 36, 45) Guionista gráfica (#10, 23, 36, 45)                                 | [ 24 ] |
| 2009 | Fresh Precure!                 | Junji Shimizu Akifumi Zako (#16-50) | Toei Animation    | Directora de episodios (#12, 22, 29, 35, 39) Guionista gráfica (#12, 22, 29, 35, 39)                                    | [ 25 ] |
| 2009 | Marie & Gali                   | Kōhei Kureta Junji Shimizu          | Toei Animation    | Directora de episodio (#1) Guionista gráfica (#1)                                                                       | [ 26 ] |
| 2011 | Kimi ni Todoke 2nd Season      | Hiro Kaburagi                       | Production I.G    | Directora de episodio (#ED) Guionista gráfica (#10; ED)                                                                 | [ 27 ] |
| 2012 | Saint Seiya Omega              | Morio Hatano                        | Toei Animation    | Directora de episodios (#3, 10) Guionista gráfica (#3, 10)                                                              | [ 28 ] |
| 2012 | Sword Art Online               | Tomohiko Itō                        | A-1 Pictures      | Guionista gráfica (#15)                                                                                                 | [ 29 ] |
| 2013 | Kyōsōgiga                      | Rie Matsumoto                       | Toei Animation    | Directora Composición de la serie Guionista (#8-10) Directora de episodios (#0-1, 10) Guionista gráfica (#0-2, 5-7, 10) | [ 30 ] |
| 2015 | Kekkai Sensen                  | Rie Matsumoto                       | Bones             | Directora Directora de sonido Directora de episodio (#12) Guionista gráfica (#1-12; OP, ED)                             | [ 31 ] |
| 2017 | Kekkai Sensen & Beyond         | Shigehito Takayanagi                | Bones             | Directora de episodio (#ED) Guionista gráfica (#ED)                                                                     | [ 32 ] |
| 2018 | Karakai Jōzu no Takagi-san     | Hiroaki Akagi                       | Shin-Ei Animation | Guionista gráfica (#9)                                                                                                  | [ 33 ] |
| 2018 | My Hero Academia 3             | Kenji Nagasaki                      | Bones             | Guionista gráfica (#3)                                                                                                  | [ 34 ] |
| —    | Unmei no Makimodoshi           | Rie Matsumoto                       | Bones             | Directora | [ 35 ] |

#### Películas
Destaca papeles con funciones de dirección de series.
     Destaca papeles con funciones de asistente de dirección o supervisión.
| Año  | Título                                                                         | Director(es)     | Estudio        | Funciones                             | Refs.  |
| ---- | ------------------------------------------------------------------------------ | ---------------- | -------------- | ------------------------------------- | ------ |
| 2007 | Yes! Precure 5 Movie: Kagami no Kuni no Miracle Daibōken!                      | Tatsuya Nagamine | Toei Animation | Directora asistente                   | [ 36 ] |
| 2010 | Precure All Stars Movie DX2: Kibō no Hikari☆Rainbow Jewel wo Mamore!           | Takashi Ōtsuka   | Toei Animation | Guionista gráfica Directora de unidad | [ 37 ] |
| 2010 | Heartcatch Precure! Movie: Hana no Miyako de Fashion Show... desu ka!?         | Rie Matsumoto    | Toei Animation | Directora Guionista gráfica           | [ 38 ] |
| 2011 | Precure All Stars Movie DX3: Mirai ni Todoke! Sekai wo Tsunagu☆Nijiiro no Hana | Takashi Ōtsuka   | Toei Animation | Guionista gráfica Directora de unidad | [ 39 ] |

#### ONAs
Destaca papeles con funciones de dirección de series.
| Año  | Título             | Director(es)  | Estudio        | Funciones                                                            | Refs.  |
| ---- | ------------------ | ------------- | -------------- | -------------------------------------------------------------------- | ------ |
| 2011 | Kyōsōgiga          | Rie Matsumoto | Toei Animation | Directora Guionista gráfica                                          | [ 40 ] |
| 2012 | Kyōsōgiga Dainidan | Rie Matsumoto | Toei Animation | Directora Directora de episodios (#1, 5) Guionista gráfica (#1, 4-5) | [ 41 ] |

#### OVAs
Destaca papeles con funciones de dirección de series.
| Año  | Título                                      | Director(es)  | Estudio | Funciones                                                   | Refs.  |
| ---- | ------------------------------------------- | ------------- | ------- | ----------------------------------------------------------- | ------ |
| 2016 | Kekkai Sensen: Ōsama no Restaurant no Ōsama | Rie Matsumoto | Bones   | Directora Guionista Directora de episodio Guionista gráfica | [ 42 ] |

#### Especiales
Destaca papeles con funciones de dirección de series.
| Año  | Título                                           | Director(es)               | Estudio        | Funciones                                                        | Refs.  |
| ---- | ------------------------------------------------ | -------------------------- | -------------- | ---------------------------------------------------------------- | ------ |
| 2008 | Marie & Gali Episode Zero                        | Kōhei Kureta Junji Shimizu | Toei Animation | Directora de episodio (#0) Guionista gráfica (#0)                | [ 26 ] |
| 2013 | Kyōsōgiga Recaps                                 | Rie Matsumoto              | Toei Animation | Directora Directora de episodios (#1-2) Guionista gráfica (#1-2) | [ 43 ] |
| 2015 | Kekkai Sensen: Soresaemo Saitei de Saikō na Hibi | Rie Matsumoto              | Bones          | Directora Directora de sonido                                    | [ 44 ] |

### Videos musicales
| Año  | Título               | Funciones                                                             | Refs.  |
| ---- | -------------------- | --------------------------------------------------------------------- | ------ |
| 2018 | Baby I Love You Daze | Directora Directora de sonido Directora de episodio Guionista gráfica | [ 45 ] |
| 2020 | Gotcha!              | Directora Guionista gráfica Directora de unidad                       | [ 46 ] |
| 2024 | Makimonogatari       | Comprobación de animación                                             | [ 47 ] |